# UnixODBC
unixODBC는 ODBC API를 구현하는 오픈 소스 프로젝트이다. 코드는 GNU 일반 공중 사용 허가서/LGPL 하에 제공되며 유닉스, 리눅스, macOS, IBM OS/2, 마이크로소프트 Interix 등 각기 다른 여러 운영 체제에서 빌드하여 사용할 수 있다.
프로젝트의 목표는 다음과 같다:
- 최소한의 코드 변경으로 마이크로소프트 윈도우 ODBC 애플리케이션을 다른 플랫폼으로 포팅할 수 있는 도구를 개발자들에게 제공한다.
- 프로젝트를 벤더 중립적인 인터페이스 데이터베이스 SDK로 유지보수한다.
- ODBC 드라이버를 개발하는 사람들에게 드라이버를 윈도우가 아닌 플랫폼으로 포팅하는 도구를 제공한다.
- 데이터베이스 접근 관리를 위한 GUI 및 명령 줄 도구 집합을 사용자에게 제공한다.
- 상호 운용성을 보증하기 위해 자유 소프트웨어 커뮤니티와 상용 데이터베이스 벤더들의 연결고리를 관리한다.

## 역사
unixODBC 프로젝트는 1999년 초 Peter Harvey에 의해 처음 언급되었으며 당시 iODBC(또다른 오픈 소스 ODBC) 개발자들이 코드의 LGPL화에 대한 의지가 없었고 현재의 ODBC 3 API 사양을 포함하도록 API를 확장하면서도 GUI 기반 구성 도구의 추가를 고려하지 않던 찰라에 만들어졌다. 지금은 iODBC가 이 부분들을 추가하고 있으며, ODBC 인터페이스를 사용하는 애플리케이션들은 대부분의 경우 큰 변경 없이 iODBC와 unixODBC를 둘 다 사용할 수 있으며 이는 두 프로젝트들이 하나의 ODBC 사양을 고수했기 때문에 가능하였다.